# Angern (Gemeinde Ybbs)
Angern ist ein ehemaliger Ort in der Stadtgemeinde Ybbs an der Donau im Bezirk Melk in Niederösterreich. 

## Geografie
Der Ort befand sich etwas unterhalb von Ybbs am rechten Ufer der Donau zwischen der Einmündung des Ybbser Mühlbaches und der Ybbs. Der früher außerhalb der Stadtbefestigung liegende Ort ist mittlerweile mit Ybbs zusammengewachsen, die östlich an der Donau liegenden Teile wurden aber zugunsten von Hafen- und Industrieanlagen abgetragen.

## Geschichte
Im Jahr 1822 wurde der Ort als Dorf und Vorstadt von Ybbs mit 24 Häusern bezeichnet. Angern war nach Ybbs eingepfarrt und auch die Kinder wurden dorthin eingeschult. Die Stadt Ybbs besaß die Ortsobrigkeit, übte die Landgerichtsbarkeit aus und besorgte die Konskription. Die Untertanen und Grundholde des Ortes gehörten dem Magistrat und dem Bürgerspital der Stadt sowie der Herrschaft Hagberg. Auch im Franziszeischen Kataster von 1822 ist Angern am rechten Ufer der Donau verzeichnet.